# Artur Ferreira de Melo
Artur Ferreira de Melo (São José — Rio de Janeiro, 10 de janeiro de 1922) foi um advogado e político brasileiro.
Filho de Antônio Luís Ferreira de Melo e de Ana Xavier da Câmara e Melo.
Foi deputado ao Congresso Representativo de Santa Catarina na 1ª legislatura (1891 — 1893).